# Zygmunt Gawlik

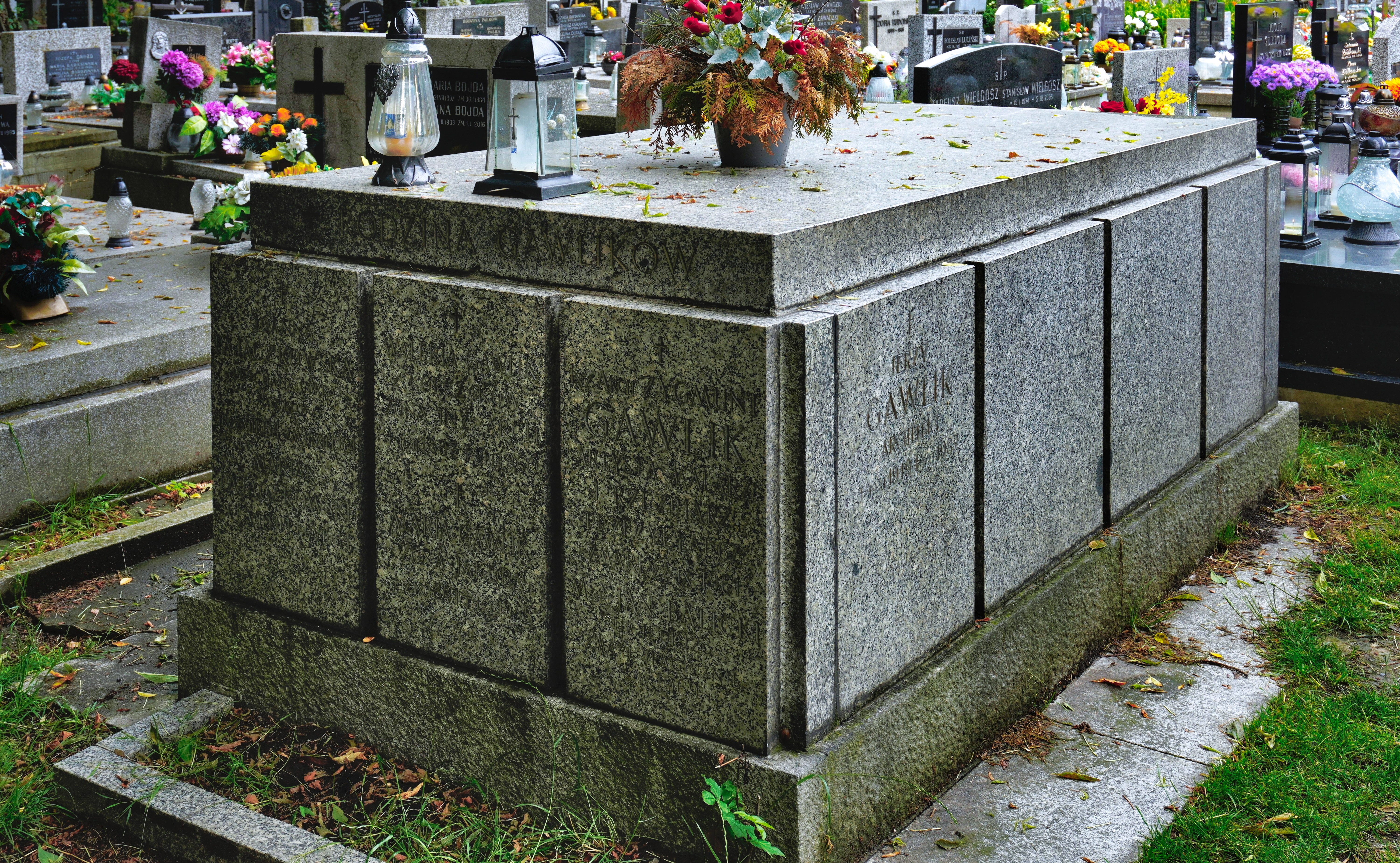
Grób Zygmunta Gawlika na cmentarzu Rakowickim w Krakowie

Zygmunt Gawlik (ur. 2 maja 1895 w Krakowie, zm. 27 września 1961 tamże) – architekt specjalizujący się w architekturze sakralnej, malarz, rzeźbiarz, konserwator; legionista.

## Życiorys
Zygmunt Gawlik był synem Jakuba, z zawodu krawca i Marii z Kucielów. Mieszkali w Krakowie w Podgórzu przy ul. Wiślnej (obecnie ul. Celna). Do szkoły powszechnej i gimnazjum uczęszczał w Krakowie. W latach 1913—1919 uczył się na Wydziale Budownictwa Państwowej Szkoły Przemysłowej im. Stanisława Staszica w Krakowie, gdzie w 1919 roku uzyskał maturę.

W 1914 roku wstąpił do Związku Strzeleckiego, a rok później do Legionów Polskich. Służył w 4 kompanii V baonu strzeleckiego, a następnie w 3 kompanii VI baonu w 1 Pułku Ułanów (według innego źródła jako sierżant liniowy w kompanii Leopolda Lisa Kuli oraz jako ułan pod dowództwem Władysława Beliny Prażmowskiego. W 1916 roku ze względu na zły stan zdrowia odszedł z wojska.

Po opuszczeniu wojska w roku akademickim 1916/1917 studiował malarstwo w pracowni Jacka Malczewskiego na krakowskiej ASP.
Od 1919 roku (z przerwą na udział w wojnie polsko-bolszewickiej, w której brał udział pod pseudonimem Sokolicz) studiował architekturę na krakowskiej Akademii Sztuk Pięknych pod kierunkiem Józefa Gałęzowskiego oraz odbywał praktyki architektoniczne. Od 1924 roku studiował także w szkole malarstwa i grafiki Jana Wojnarskiego. W 1925 roku uzyskał dyplom architekta w krakowskiej ASP. W latach 1927–1931 studiował jeszcze rzeźbę u Xawerego Dunikowskiego i malarstwo u Fryderyka Pautscha. W 1938 roku, po nostryfikacji dyplomu, uzyskał dyplom inżyniera architekta Politechniki Warszawskiej. Owocem nauki Gawlika było szereg specjalności – architektura, malarstwo, rzeźba, konserwacja zabytków, sztuka użytkowa.
Zygmunt Gawlik godził naukę z pracą zawodową. Jeszcze jako student w 1923 roku wziął z powodzeniem udział w konkursie na gmach Urzędu Wojewódzkiego i Sejmu Śląskiego w Katowicach. Jego praca wprawdzie nie wygrała, ale jury ją wyróżniło. Jego pracą dyplomową był projekt opery, konserwatorium i szkoły teatralnej. W latach 1925–1930 pracował w Urzędzie Konserwatorskim Urzędu Wojewódzkiego Krakowskiego. W latach 1925–1929 w pracy architekta pozostawał w spółce z Franciszkiem Mączyńskim, od 1929 roku prowadził własne biuro architektoniczne w Krakowie. W latach 1940–1951 był wykładowcą w Państwowej Szkole Budownictwa w Krakowie. Początkowo wykładał tam kosztorysowanie, z czasem historię sztuki i formę.

## Życie prywatne
W 1920 roku ożenił się z Walerią z domu Korczak. Miał trzech synów. W latach 1928–1930 zaprojektował i wybudował kamienicę własną przy ul. Juliusza Lea 17. W kamienicy rodzina Gawlika zajmowała całe pierwsze piętro. Powyżej znajdowały się lokale czynszowe, na trzecim piętrze architekt urządził swoją pracownię. Na początku II wojny światowej został wykwaterowany ze swojego mieszkania. Żona architekta zmarła w 1960 roku .Zygmunt Gawlik zmarł 27 września 1961 roku, został pochowany na cmentarzu Rakowickim (LXIII kwatera, rząd południowy, miejsce 17).
W architekturze reprezentował nurt modernistyczny z elementami historyzmu. Wprowadzał także do swoich projektów płaskorzeźbione dekoracje figuralne.
W pracy cechowało go podporządkowanie wszystkich elementów koncepcji jednolitego wnętrza, w związku z tym projektował także ołtarze, ambony, konfesjonały, posadzki, ławki, żyrandole.

## Ważniejsze dzieła
Według projektu Zygmunta Gawlika wzniesiono:
- archikatedrę Chrystusa Króla w Katowicach wspólnie z Franciszkiem Mączyńskim (1927-1955)[1][5] (w 1926 r. konkursowy uzup. inf.projekt przeznaczony do realizacji);
- gmach kurii biskupiej w Katowicach[5];
- kościół i klasztor Sióstr Felicjanek w Wawrze[5];
- kościół pw. św. Antoniego Padewskiego w Częstochowie (1938-1956)[1][5];
- bazylikę Ojców Franciszkanów w Niepokalanowie[8];
- kościół Najśw. Serca Pana Jezusa w Katowicach-Murckach[2];
- kościół Trójcy Przenajświętszej w Piekarach Śląskich-Szarleju[2];
- kościół w Zabrzu - Pawłowie wspólnie z Franciszkiem Mączyńskim[2];
- kościół pw. św. Wojciecha w Jaworznie (1938-39);
- kościół pw. św. Apostołów Piotra i Pawła w Leńczach;
- kościół pw. św. Stanisława Biskupa i Męczennika w Smęgorzowie;
- kościół Salwatorianów, Najświętszego Serca Pana Jezusa w Trzebini (Zygmunt Gawlik jest autorem wieży w bazylice (1954))[9];
- południową nawę kościoła pw. św. Katarzyny w Wolbromiu (1936-1937),
- odbudowano zamek piastowski w Będzinie (1952-56)[10];
- ołtarz główny w bazylice archikatedralnej Świętej Rodziny w Częstochowie;
- kościół Matki Bożej Dobrej Rady i klasztor Ojców Augustianów w Krakowie-Prokocimiu[1][5];
- przebudowano klasztor Ojców Augustianów w Krakowie-Prokocimiu[5];
- kamienicę własną – ul. Lea 17, Kraków (1928-1930)[6], w innym źródle (1929)[5];
- gmach dawnego Śląskiego Seminarium Duchownego, wspólnie z Franciszkiem Mączyńskim i z dekoracją rzeźbiarską wykonaną przez Xawerego Dunikowskiego – al. Mickiewicza 3, Kraków (1926-1928)[5][11];
- gmach dawnego Częstochowskiego Seminarium Duchownego, wspólnie z Franciszkiem Mączyńskim i z dekoracją rzeźbiarską wykonaną przez Xawerego Dunikowskiego – ul. Bernardyńska 3, Kraków (1928-1930)[5][11];
- willę – ul. Stawarza 2, Kraków (1925)[1];
- w kościele Kapucynów w Krakowie przy ul. Loretańskiej 11 przebudowano kruchtę i przekształconofasadę (1925-26) oraz chór zakonny (1930)[5];
- restaurację kościoła Bernardynów w Krakowie przy ul. Bernardyńskiej 2 razem z Ludwikiem Wojtyczką (1921–30)[5];
- restaurację kościoła Najświętszego Salwatora w Krakowie przy ul. św. Bronisławy (1932)[5].

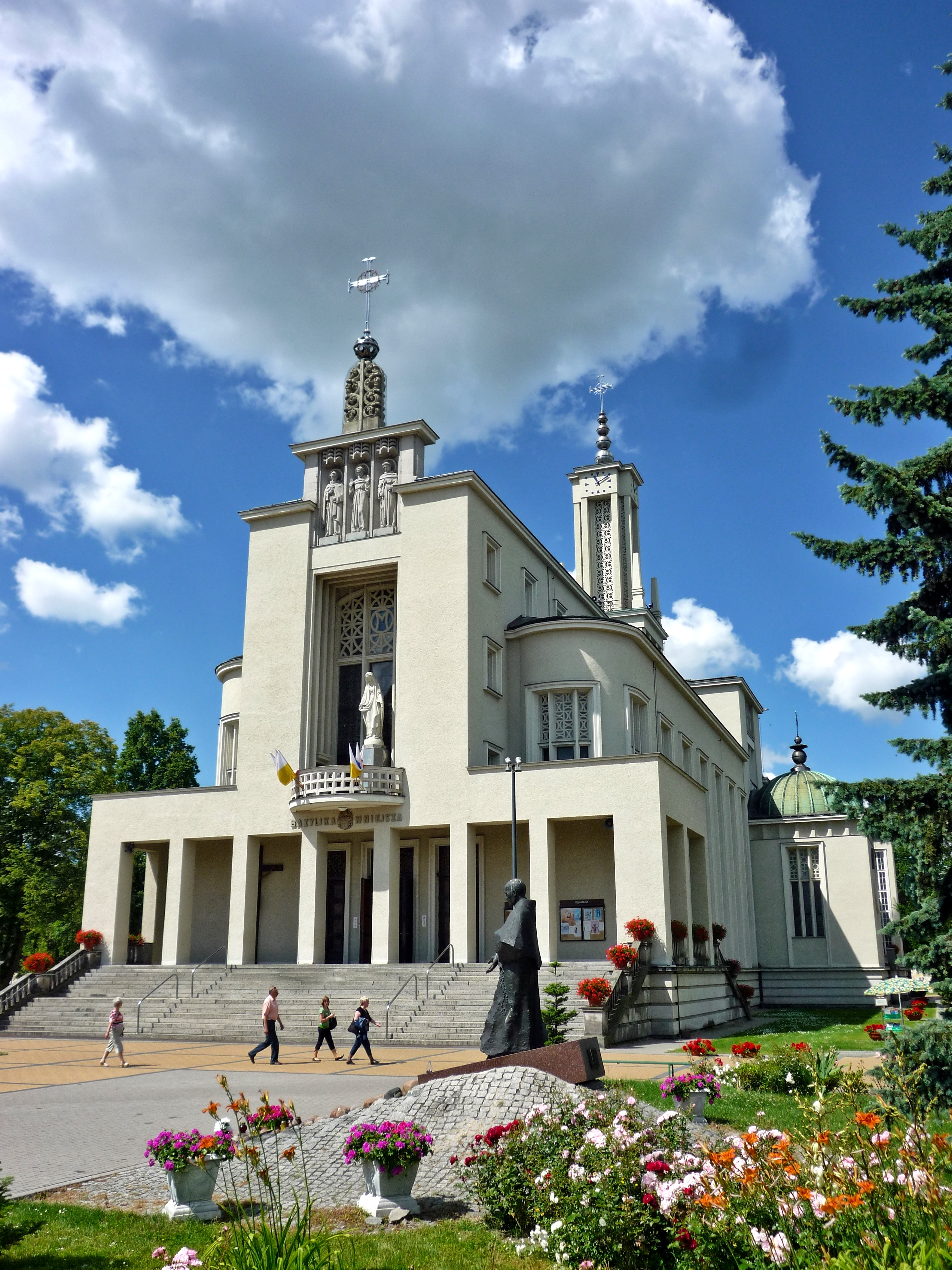
Bazylika Niepokalanej Wszechpośredniczki Łask Niepokalanów
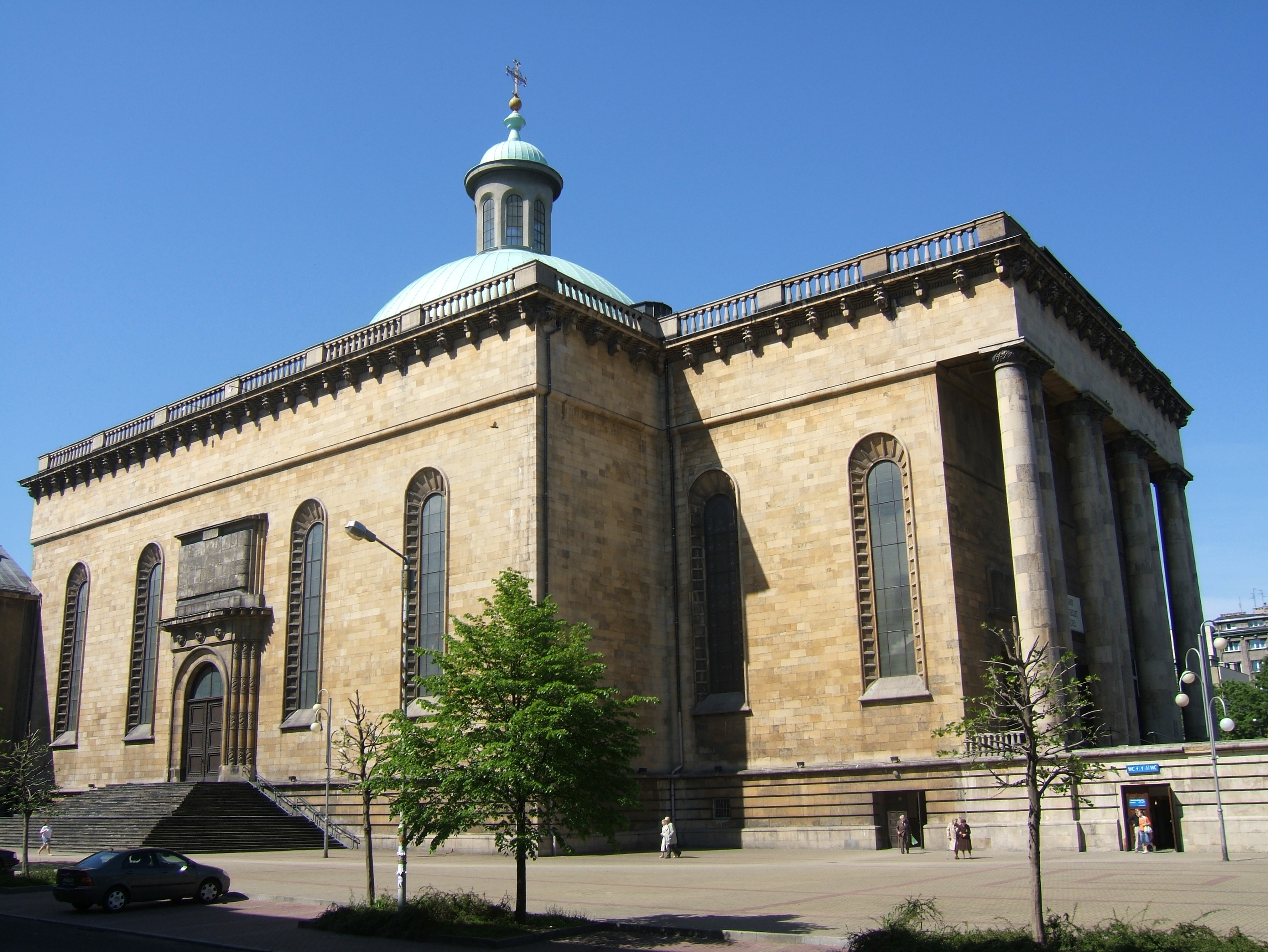
Archikatedra Chrystusa Króla Katowice
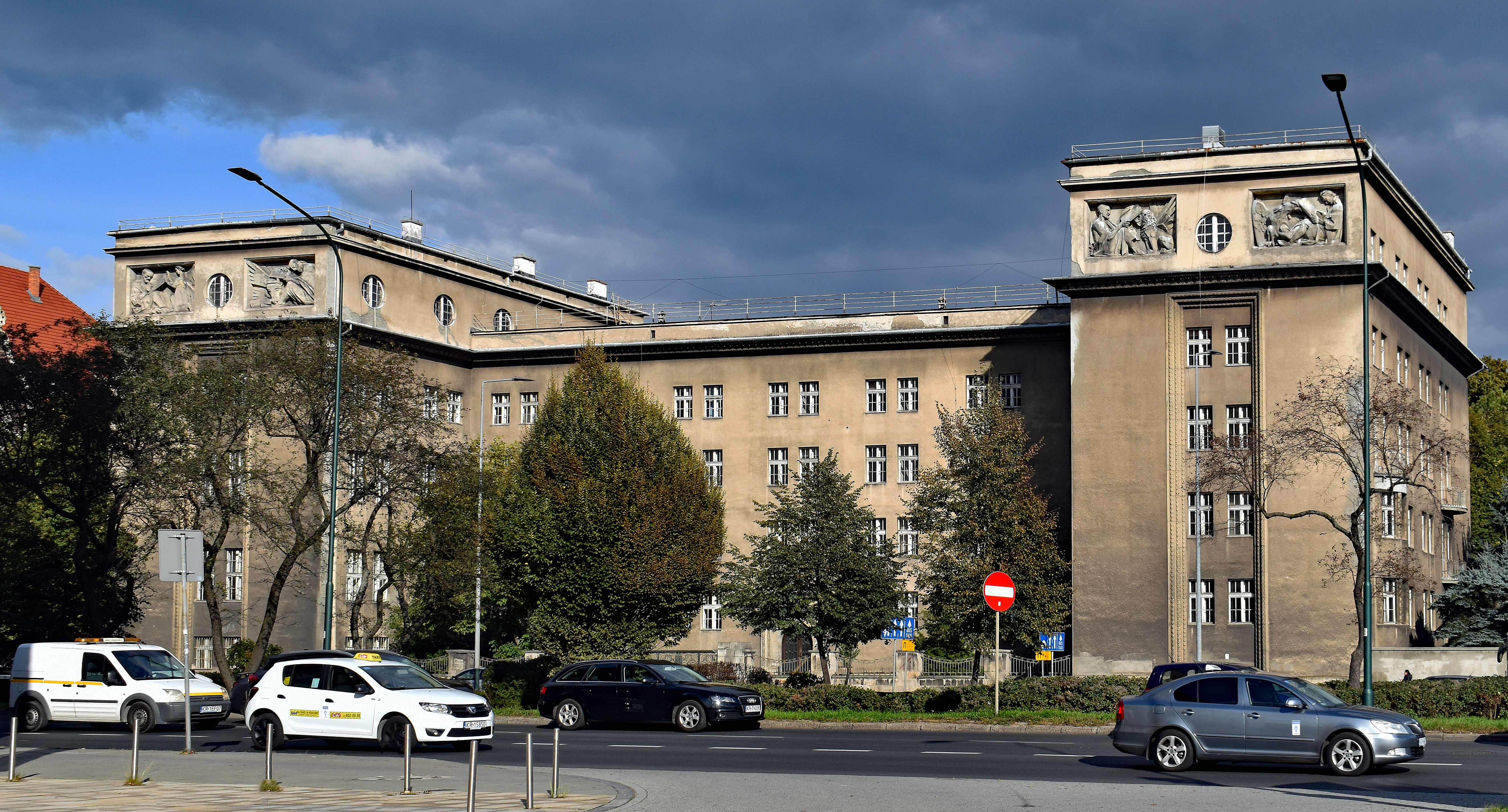
Budynek dawnego Seminarium Śląskiego Kraków, al. Mickiewicza 3
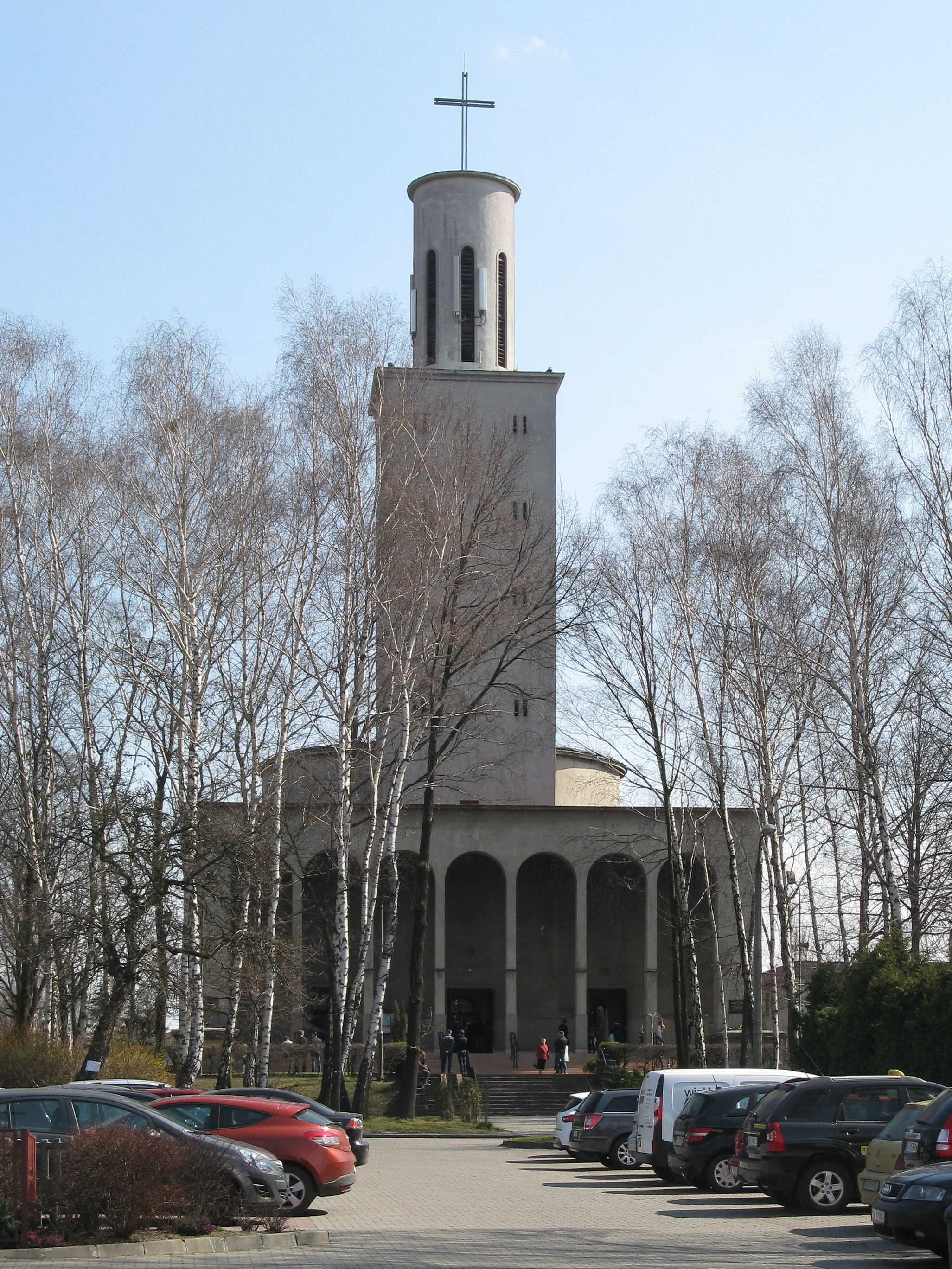
Kościół Najświętszego Serca Pana Jezusa Katowice-Murcki